# Place d'Aligre
La place d’Aligre se situe au milieu de la rue d'Aligre, dans le 12e arrondissement de Paris, en France.

## Situation et accès

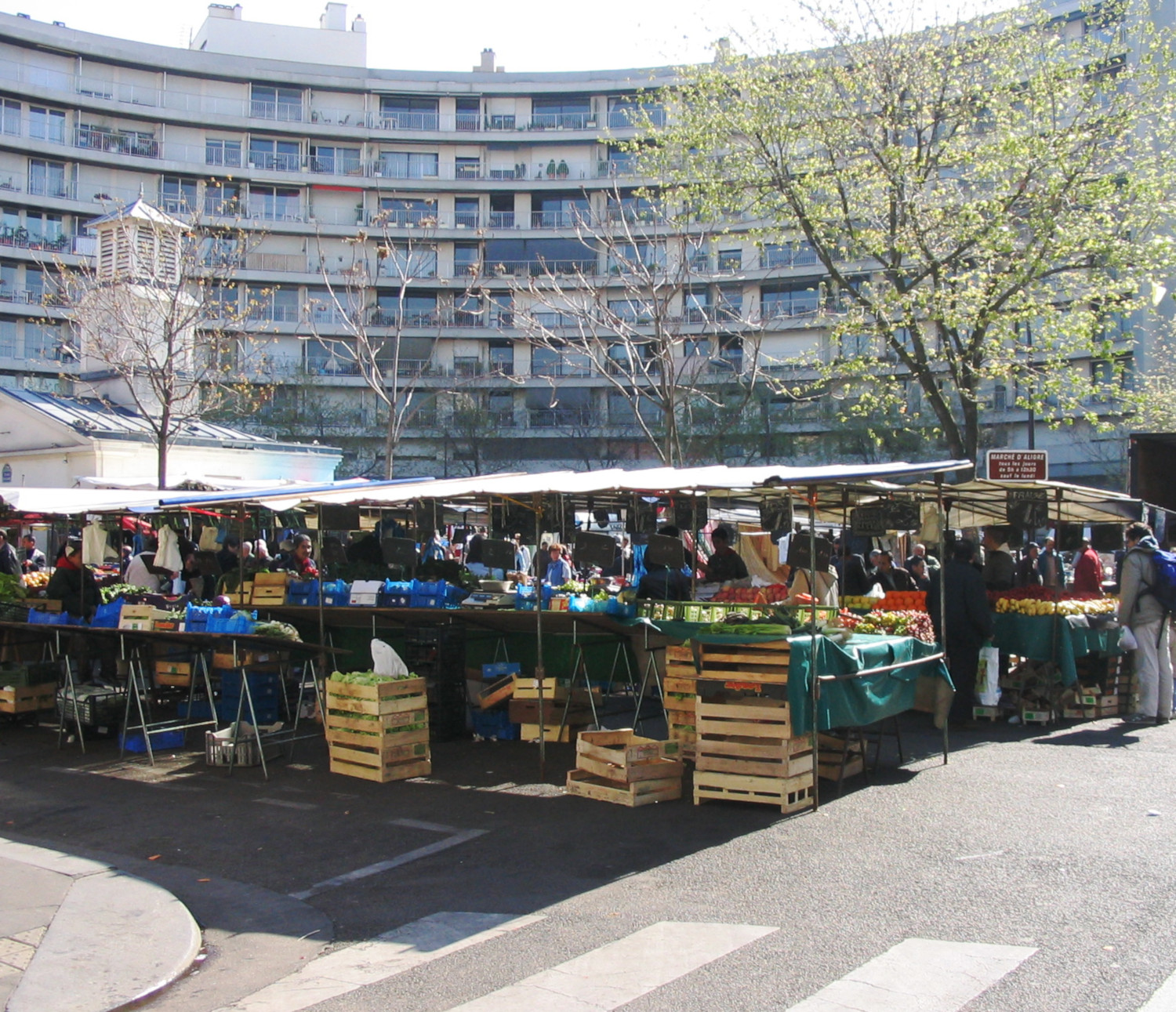
Marché d'Aligre sur la rue d'Aligre, devant la place d'Aligre, en 2004 ; à gauche la Petite Mairie.

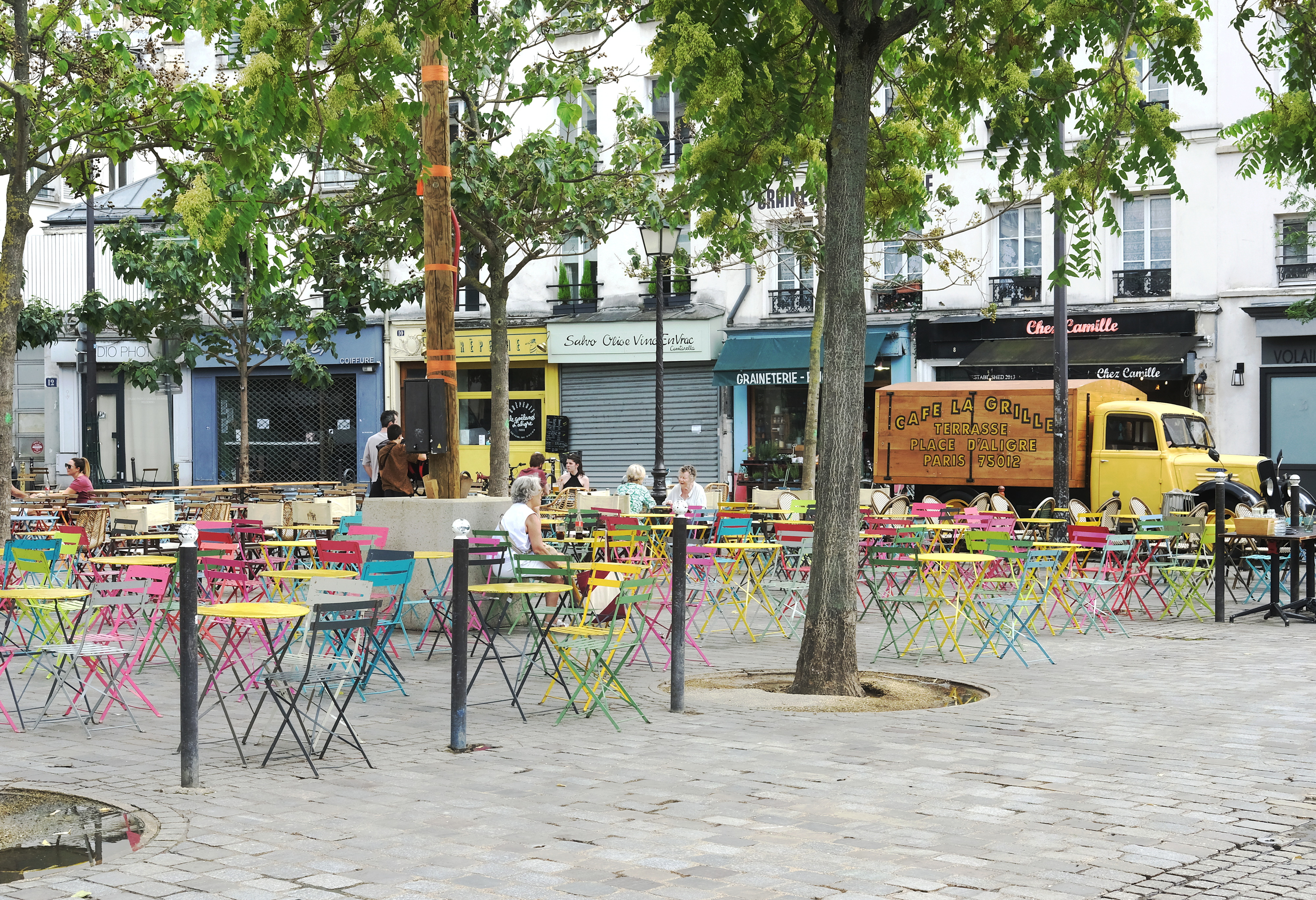
Place d'Aligre, un après-midi d'été, avec les chaises des cafés sur la place (2023).

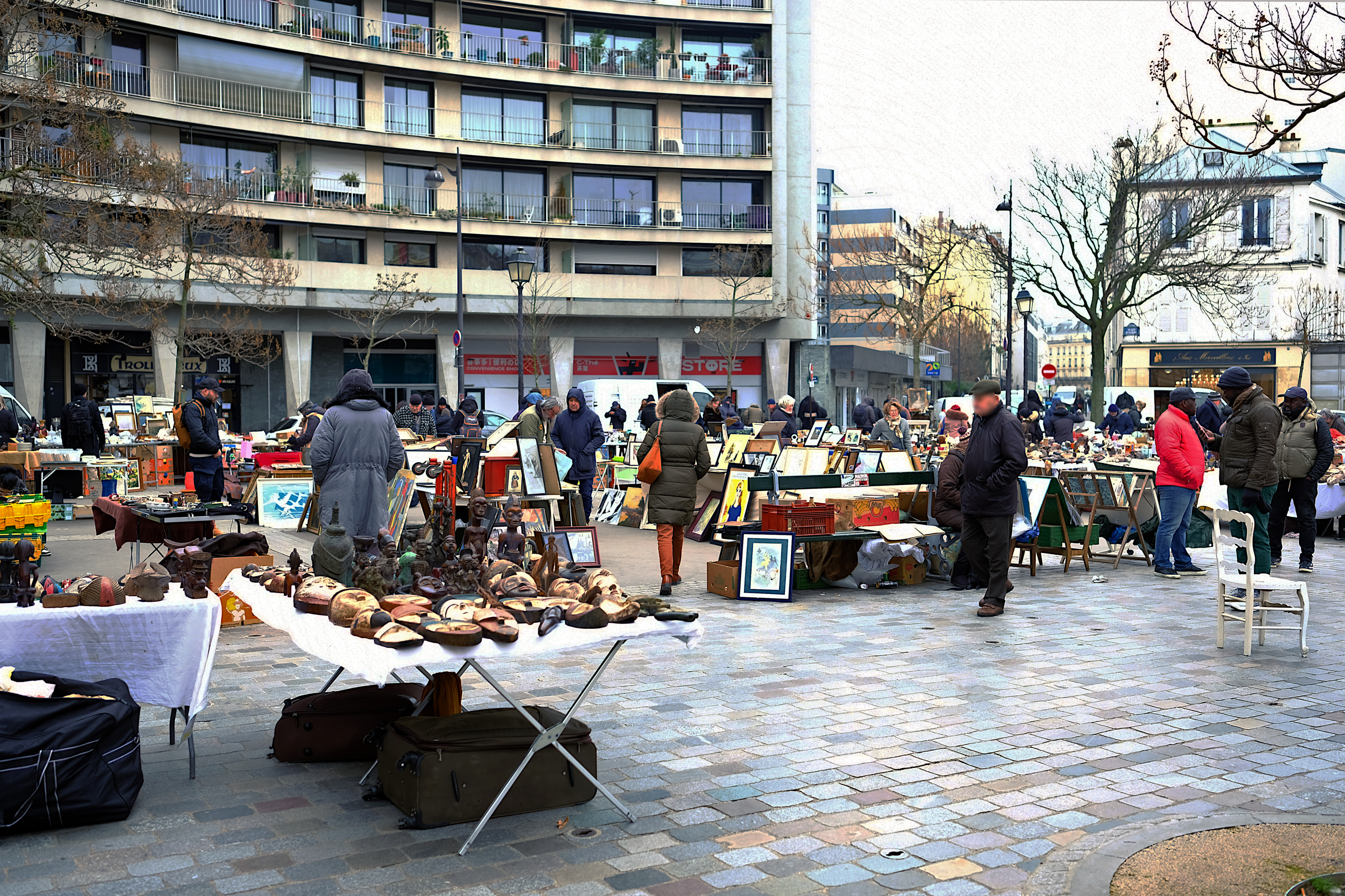
Brocante un matin d'hiver (2025).

Elle est coupée par la rue d'Aligre et la rue de Cotte, et elle peut également être rejointe par la rue Emilio-Castelar, la rue Théophile-Roussel et la rue Beccaria. Elle est le centre du quartier historique et populaire de Paris, appelé le quartier d’Aligre, quartier lui-même plus ou moins inscrit dans le quartier administratif des Quinze-Vingts. 
Sur cette place (ainsi que dans la rue d'Aligre), se déroule tous les jours sauf le lundi, le marché d'Aligre. Les brocanteurs sont rassemblés à l'extérieur, dans le demi-cercle situé sur la moitié est de la place au centre duquel se dresse la Petite Mairie. Le marché Beauvau, marché couvert, est quant à lui dans la moitié ouest de la place, rectangulaire.
La place et la rue d'Aligre ont fait l'objet d'une rénovation commencée en juillet 2005 et terminée en décembre 2006.
Ce site est desservi par la station de métro Ledru-Rollin.

## Origine du nom
Voisine de la rue d'Aligre, elle porte le nom en hommage à Étienne François d'Aligre, comte de Marans et marquis d'Aligre sous l'Ancien Régime.

## Historique

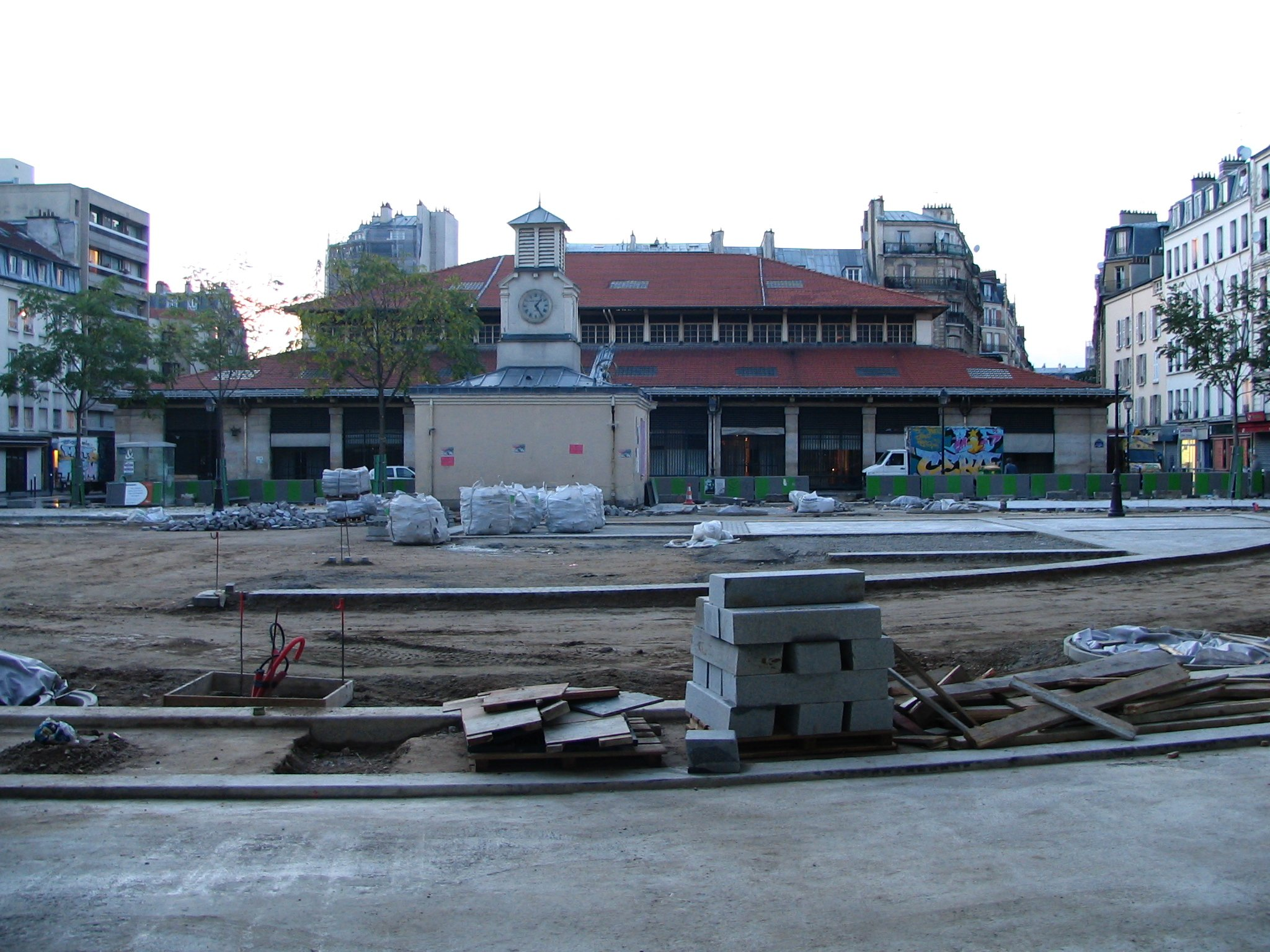
La place d'Aligre, la Petite Mairie et le marché Beauvau, pendant les travaux de rénovation du quartier en 2006.

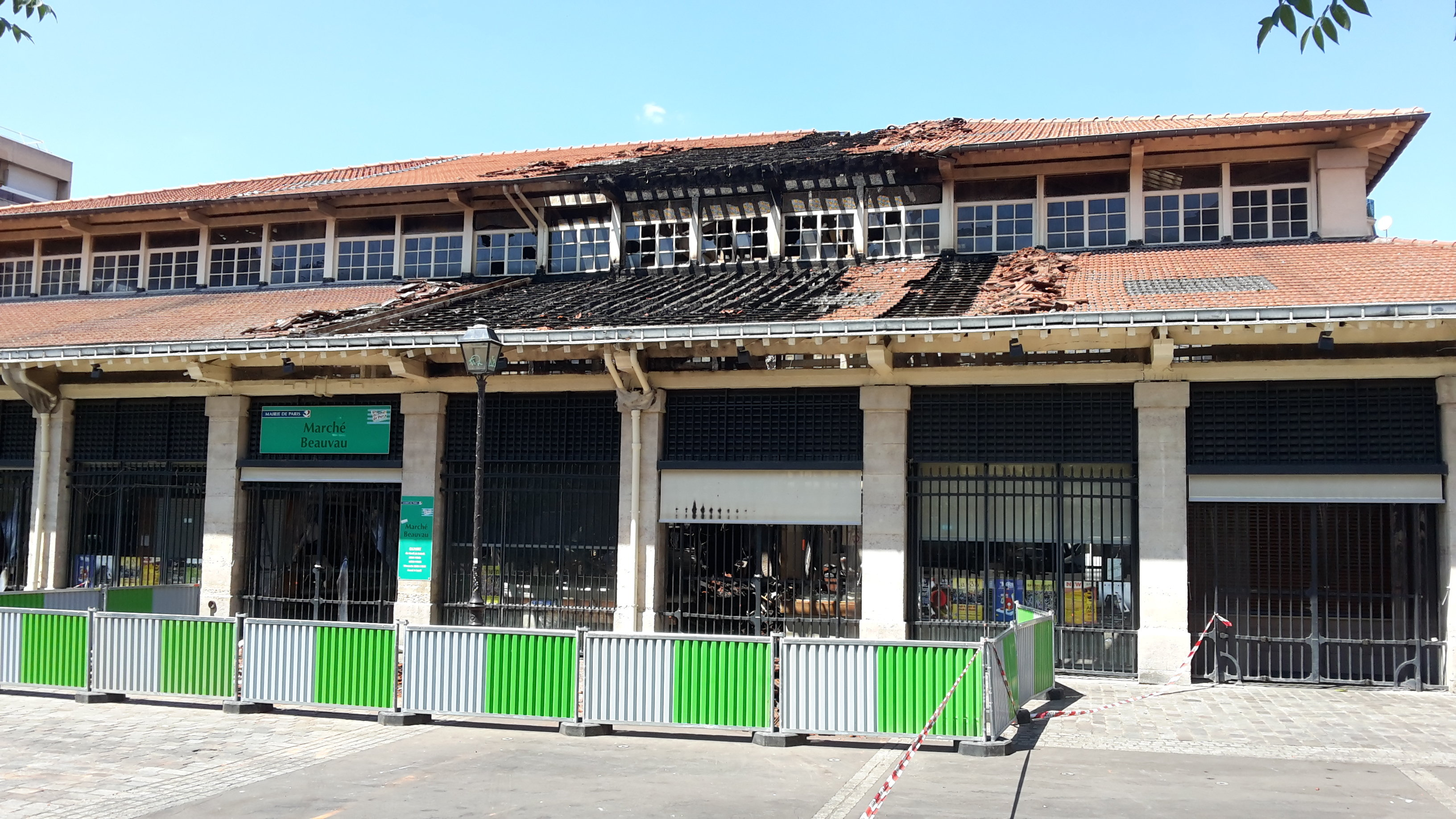
Toit du marché couvert, brûlé après l'incendie du 6 juillet 2015.

Elle est tracée en 1778, lors de la construction du marché par l'architecte Nicolas Lenoir, sur des bâtiments de l'abbaye Saint-Antoine-des-Champs, elle porte alors le nom de « place du marché Beauvau », en l'honneur de l'abbesse Gabrielle-Charlotte de Beauvau-Craon. Elle change de nom pour devenir la « place d'Aligre », le 26 février 1867, sous le Second Empire, selon la volonté de la Ville de Paris.
En 2006, la place est rénovée, le bitume couvrant le centre de la place est remplacé par de larges pavés.
Le 6 juillet 2015, un incendie ravage une partie du marché couvert Beauvau.

## Bâtiments remarquables et lieux de mémoire
Les 6 et 7 juillet 2017, une performance de musique contemporaine a eu lieu sur la place d'Aligre : l'orchestre de chambre de Paris, disséminé sur les balcons de l'immeuble curviforme, a interprété Grand Ensemble, une création in-situ du compositeur Pierre Sauvageot.